# ماركو كاليغيوري
ماركو كاليغيوري (بالألمانية: Marco Caligiuri)‏ (14 أبريل 1986 بفيلينغن-شفنينغن في ألمانيا - ) هو لاعب كرة قدم ألماني في مركز الوسط. شارك مع منتخب ألمانيا تحت 20 سنة لكرة القدم. أما مع النوادي، فقد لعب مع آينتراخت براونشفايغ وغرويتر فورت وماينتس 05 ونادي دويسبورغ ونادي شتوتغارت وفي إف بي شتوتغارت الثاني وEintracht Braunschweig II ‏ وSpVgg Greuther Fürth II ‏.

## روابط خارجية
- ماركو كاليغيوري على موقع قاعدة بيانات كرة القدم.إي يو (الإنجليزية)
- ماركو كاليغيوري على موقع بيانات كرة القدم. دي إي (الألمانية)
- ماركو كاليغيوري على موقع عالم كرة القدم.نت (الإنجليزية)
- ماركو كاليغيوري على موقع AS.com (الإسبانية)